# Kourou
Kourou är en stad och kommun i det franska utomeuropeiska departementet Franska Guyana i Sydamerika. År 2022 hade Kourou 24 470 invånare.
Kourou är känt för ESA:s rymdhamn Centre Spatial Guyanais. Härifrån sköts den första europeiska Arianeraketen upp 1979. I närheten ligger även Djävulsön, känd genom boken Papillon - Räddningens öar.

## Befolkningsutveckling
| Befolkningsutvecklingen i Kourou 1990–2021 | Befolkningsutvecklingen i Kourou 1990–2021 | Befolkningsutvecklingen i Kourou 1990–2021 | Befolkningsutvecklingen i Kourou 1990–2021 | Befolkningsutvecklingen i Kourou 1990–2021 |
| ------------------------------------------ | ------------------------------------------ | ------------------------------------------ | ------------------------------------------ | ------------------------------------------ |
|                                            |                                            |                                            |                                            |                                            |
| År                                         |                                            |                                            | Folkmängd                                  |                                            |
| 1990                                       | 1990                                       |                                            | 13 873                                     |                                            |
| 1999                                       | 1999                                       |                                            | 19 107                                     |                                            |
| 2007                                       | 2007                                       |                                            | 25 688                                     |                                            |
| 2015                                       | 2015                                       |                                            | 26 221                                     |                                            |
| 2021                                       | 2021                                       |                                            | 24 612                                     |                                            |